# 科尔内留斯·克斯滕
科尔内留斯·克斯滕（英語：Cornelius Kersten，1994年7月19日—），生于荷兰哈勒姆，英国男子速度滑冰运动员，因母亲的关系得以代表英国参赛，曾获得2023年世界速度滑冰锦标赛男子1000米铜牌。